# Free Music Production
Free Music Production (FMP) was een onafhankelijk platenlabel uit Berlijn, dat zich hoofdzakelijk richtte op het uitbrengen van free jazz en geïmproviseerde muziek. Het werd in 1969 opgericht door de musici Peter Brötzmann, Peter Kowald, Alexander von Schlippenbach en Jost Gebers, omdat ze meenden dat ze als musici beter konden werken als ze alles in eigen hand hadden. In 1976 werd dit collectief opgeheven en kreeg Gebers de leiding. Gebers werd de drijvende kracht achter FMP. Sinds 2007 was hij de eigenaar van FMP-Publishing.
In de jaren zeventig en tachtig kwam op FMP muziek van de oprichters uit, maar ook van Manfred Schoof, Rüdiger Carl, hans Reichel en Irène Schweizer. Op sublabels als SAJ en Uhlklang verscheen er werk van verwante artiesten als Alfred Harth, Steve Lacy en de Nederlandse pianist Misha Mengelberg. Sinds 1973 bracht het ook werk van musici uit de toenmalige DDR uit, onder meer in samenwerking met Amiga. Het ging hier aanvankelijk om radio-opnames, later konden DDR-musici ook op FMP-projecten meespelen. Eind jaren tachtig, begin jaren negentig werkte het label samen met Cecil Taylor en bracht het een 11 cd-box met werk van Taylor uit. Begin 2011 kwam het label tot een einde met de  release van een cd-box 'FMP im Rückblick' en een gelijknamig boek.